# Constantí (kommunhuvudort)
Constantí är en kommunhuvudort i Spanien.   Den ligger i provinsen Província de Tarragona och regionen Katalonien, i den östra delen av landet, 400 km öster om huvudstaden Madrid. Constantí ligger 86 meter över havet och antalet invånare är 5 597.
Terrängen runt Constantí är huvudsakligen platt, men åt nordväst är den kuperad. Terrängen runt Constantí sluttar söderut. Runt Constantí är det mycket tätbefolkat, med 1 313 invånare per kvadratkilometer. Närmaste större samhälle är Tarragonès, 5,2 km sydost om Constantí. Runt Constantí är det i huvudsak tätbebyggt.